# 幽☆遊☆白書 (映画)
『幽☆遊☆白書』（ゆうゆうはくしょ）は、1993年7月10日に公開された映画作品である。
東映アニメフェアで、『ドラゴンボールZ 銀河ギリギリ!!ぶっちぎりの凄い奴』『Dr.スランプ アラレちゃん んちゃ!ペンギン村より愛をこめて』との3本同時上映。

## ストーリー
夏休み、他校の不良たちと喧嘩に明け暮れていた幽助と桑原は、ぼたんの頼みで霊界を訪れた。バカンスを満喫していたコエンマが誘拐され、返してほしければ閻魔大王の金印を持ってくるように言われたのだ。幽助・桑原は蔵馬と飛影の協力により、取引の場所であるマグマ谷に向かう。

## 評価
原作者の冨樫義博は本作を鑑賞し、「短い時間内でよくまとまっている内容。感心しました」と評価している。

## 登場人物
ここでは映画オリジナルキャラクターのみ掲載する。
牙瑠餓（） / 椰嗄（）
声：青野武
コエンマ誘拐事件の黒幕の最重要指名手配中の妖怪。
コアシュラを利用し、霊界から金印を奪おうと企み、当初は地味な容姿の牙瑠餓の姿をしていたが幽助との戦闘になった際は真の姿である椰嗄の正体を現した。
胸にどんな攻撃をも跳ね返す反射鏡を持っており、霊丸を跳ね返し、幽助を苦戦させるが幽助の機転によって、マグマを浴びせられたことで反射鏡を開けなくなり、霊丸を受けて、溶岩の中に消えた。
コアシュラ
声：松本梨香
コエンマ誘拐事件の首謀者。
過去、コエンマにコテンニョへの告白を邪魔されたことを根に持ち、復讐を計画したが椰嗄に利用されていただけだった。事件後、コエンマと共に1万回の尻叩きの刑を受けた。
コエンマを嫌っているが命を奪う気まではなかったため、コエンマが本当にマグマに落ちそうになった時には牙瑠餓に助けるように指示する姿を見せている。
デザインは冨樫義博が手掛けた。
邪鬼一族（）
声：真殿光昭
マグマ谷へ行く途中の一本道を支配している鬼の一族。
幽助たちが持つ金印を狙うが返り討ちに遭う。
樹厳（）
声：鈴木勝美
枯木を操ることが出来る妖怪。
無限に再生する枯木の檻を作って幽助と桑原を閉じ込め、翔尾に叩き落されたぼたんを始末しようとするが蔵馬と飛影には敵わなかった。
翔尾（）
声：荒川太郎
樹厳と共に現れた空を飛べる妖怪。
樹厳が幽助を転ばせて、こぼれ出た金印を拾い、空に逃げるが飛影に斬られた。
コテンニョ
声：白鳥由里
コエンマとコアシュラが霊界幼稚園に通っていたころ、好意を寄せていた女の子。

## 本作オリジナル用語
金印（）
霊界の統治者の証である金色の判子。エンマ大王の机の下にある隠しスイッチを入れることで、向かいの壁から現れるようになっている。
マグマ谷（）
その名の通り、マグマが存在する谷。コアシュラがコエンマを拘束している場所であり、取引の場と最後の戦いの場にもなった。
霊界幼稚園（）
コエンマやコアシュラが通っていた幼稚園。

## スタッフ
- 原作：冨樫義博
- 脚本：大橋志吉
- 音楽：本間勇輔
- 企画：大野実、清水賢治、金田耕司、木村京太郎、週刊少年ジャンプ
- キャラクターデザイン：北山真理、榎本明広、冨樫義博（コアシュラ[2]）
- 絵コンテ：阿部紀之
- 演出：うえだしげる
- 作画監督：榎本明広
- 作画監督補佐：田中比呂人、井上敦子
- 美術監督：高田茂祝
- 美術設定：池田祐二
- 撮影監督：福島敏行
- 音響監督：水本完
- 音響制作：ザックプロモーション
- プロデューサー：萩野賢
- 監督：阿部紀之
- 製作：スタジオぴえろ
- 協力：マッドスタジオ、京江動画、ウォンバット、ムッシュオニオン、トゥエンティファースト、サンシャイン、ファンタジア

## 主題歌

### オープニングテーマ
「微笑みの爆弾」
作詞 - リーシャウロン / 作曲・編曲・歌 - 馬渡松子

### エンディングテーマ
「さよならbyebye」
作詞 - リーシャウロン / 作曲・編曲・歌 - 馬渡松子

## リリース
- VHS
- LD
- Blu-ray Disc（『幽☆遊☆白書 Blu-ray BOX 2』に収録）

## 関連書籍
アニメコミックス『幽☆遊☆白書』
本作品をフィルムコミック化したもの。蔵馬と飛影が背中合わせになっている見開きのシーンは版権イラストのものであり、本編映像のものではない。